# British Empire Medal
La British Empire Medal ( BEM ) (anciennement British Empire Medal for Meritorious Service ) est une distinction du Royaume-Uni et du Commonwealth récompensant un service civil ou militaire méritoire. L'honneur actuel est créé en 1922 pour remplacer la médaille originelle, créée en 1917 dans le cadre de l'ordre de l'Empire britannique.

## Description
La médaille de l'Empire britannique est décernée à partir de 1918 en reconnaissance d'un service civil ou militaire. Les récipiendaires ont le droit d'utiliser les lettres post-nominales « BEM ».
La médaille n'est plus décernée de 1993 à 2012 au Royaume-Uni, tout en étant attribuée dans plusieurs royaumes du Commonwealth. Elle est à nouveau décernée à titre civil uniquement, à partir de juin 2012,.

## Historique

### 1917-1922
La British Empire Medal est créée en juin 1917, en tant que décoration de l'ordre de l'Empire britannique pour service méritoire ou pour bravoure. Elle est décernée à 2 014 personnes, dont 800 citoyens de pays étrangers.

### 1922-1940
En 1922, la médaille est remplacée par deux distinctions : la Medal of the Order of the British Empire for Meritorious Service connue comme la médaille de l'Empire britannique (BEM) et la Medal of the Order of the British Empire for Gallantry (EGM), cette dernière étant remplacée par la Croix de George en 1940.

### 1940–1992
La BEM est décernée aux citoyens britanniques jusqu'en 1992, après cette date, elle reste décernée dans certains pays du Commonwealth, notamment aux Bahamas et îles Cook.

### A partir de 2012
La BEM est à nouveau décernée au Royaume-Uni, mais uniquement dans la division civile à partir de 2012, pour coïncider avec le jubilé de diamant de la reine. Ainsi, elle est décernée à 293 Britanniques le 16 juin 2012. La décoration est remise aux récipiendaires localement, puis ceux-ci sont invités à une garden-party au palais de Buckingham.